# 聖伯多祿教區教堂

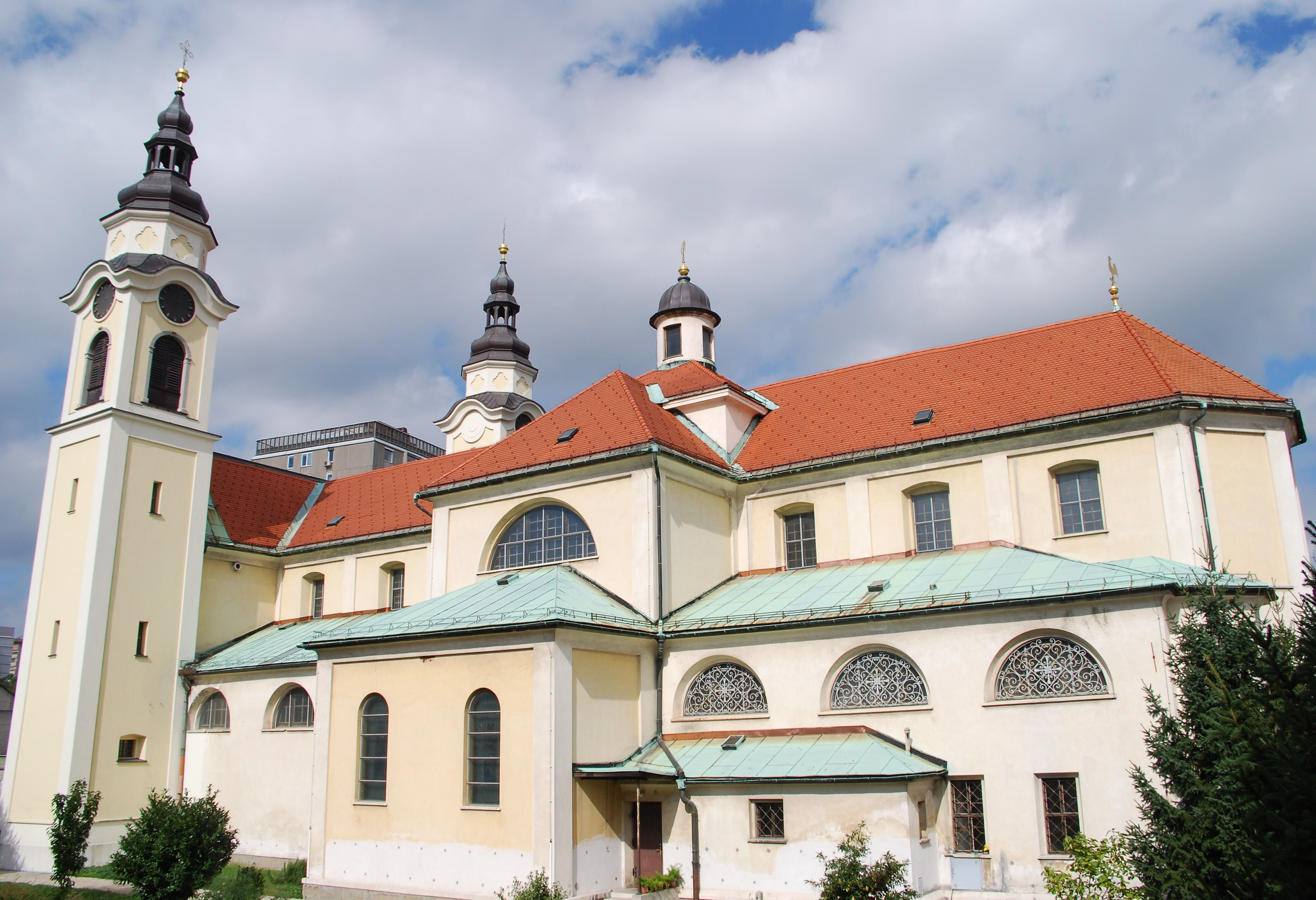
聖伯多祿教區教堂

聖伯多祿教區教堂是斯洛維尼亞首都盧比安納的一座羅馬天主教的教區教堂，也是盧布爾雅那歷史最悠久的教堂之一。聖伯多祿教區教堂位於盧比安納市中心。現在的教堂建築修建於1730年至1733年期間，是一座巴洛克風格建築。